# Katie Sarife
Katie Sarife, née le 1er juillet 1993 à McKinney, dans le Texas aux États-Unis, est une actrice de cinéma et de télévision américaine.

## Biographie

### Carrière
Katherine Gabriela Sarife Miller, dite Katie Sarife, naît à McKinney, dans le Texas aux États-Unis. Elle obtient son premier rôle au cinéma en 2012 avec le film de Gil Junger, La Reine du bal, où elle incarne le rôle de Selena.
Sarife obtient en 2018 l'un des trois rôles principaux pour le film Annabelle : La Maison du mal, sorti en 2019,.
En 2021 Sarife joue dans un épisode de la série This Is Us, où elle incarne Esther Ahmed, femme de Nasir Ahmed (engineer) (en).

## Filmographie

### Cinéma
- 2012 : La Reine du bal de Gil Junger : Selena
- 2012 : Abel's Field de Gordie Haakstad : Courtney
- 2015 : Cleveland Abduction (en) de Alex Kalymnios (en) : Gina DeJesus
- 2016 : Twisted Sisters de Alex Kalymnios (en) : Maria
- 2019 : Annabelle : La Maison du mal de Devon Downs et Kenny Gage : Daniela Rios
- 2022 : So Cold the River (en) de Paul Shoulberg : Kellyn Cage

### Télévision
- 2012 : Sketchy : Une fille
- 2012 : Zombies and Cheerleaders : Eliza
- 2014 : Supernatural : Marie
- 2016 : Le Monde de Riley : Marly Evans
- 2018 : Youth & Consequences (en) : Sara Hurley
- 2021 : This Is Us : Esther Ahmed
- 2022-2023 : The Rookie: Feds : Aliz Kazan